# Comandante in capo
Il comandante in capo (o, in alcuni paesi, comandante supremo) è il supremo comandante militare delle forze armate di uno Stato. In teoria, è un incarico affidato spesso al capo di Stato o al capo del governo di un paese, anche se in pratica è gestito da comandanti delle forze armate più esperti sul campo. A volte, anche ufficialmente essi hanno l'incarico di comandante in capo, anche se a volte c'è contraddizione fra il comandante formale (il capo di Stato, di norma) e il comandante sul campo (solitamente un ufficiale), entrambi ufficialmente riconosciuti. Negli stati comunisti comandante in capo può essere il presidente dell'organo collegiale che funge da capo dello stato (consiglio di stato, praesidium ecc.) o il presidente di un apposito organo collegiale, al quale è attribuito il comando supremo delle forze armate (commissione militare centrale, commissione nazionale della difesa ecc.)
Talvolta, alcune nazioni nominano più di un comandante in capo. Ad esempio, allo scoppio della seconda guerra mondiale, la flotta britannica aveva non meno di nove comandanti in capo (si suddividevano, ad esempio, in comandante in capo della flotta in Inghilterra, comandante in capo assegnato alla Cina...). Anche la NATO ha numerosi comandanti in capo, riferiti alle aree geografiche di competenza.
Il termine "comandante in capo" è stato usato per la prima volta da re Carlo I d'Inghilterra nel 1639. Segue una lista dei comandanti in capo delle varie nazioni.

## Cuba
Il comando supremo delle FAR (Fuerzas Armadas Revolucionarias) con il grado di "Comandante en Jefe" spetta al Presidente del Consiglio di Stato di Cuba, quindi dal 1959 al 2008 è stato detenuto da Fidel Castro e, fino al 2018 è spettato al fratello ed attuale expresidente e primo segretario del Partito Comunista di Cuba, Raul. Dalla sua elezione nel marzo 2018, il titolo è passato al presidente Miguel Díaz-Canel.

## Commonwealth
Il monarca del Regno Unito, in qualità di formale capo di Stato delle nazioni del Commonwealth, è anche comandante in capo delle forze armate della federazione. Di fatto, però, egli ufficializza altri comandanti in capo, quali i suoi governatori, che permette una certa autonomia ai paesi membri.

### Australia
La Costituzione dice: «Il comandante in capo delle forze navali e militari del Commonwealth è il governatore generale in rappresentanza del Re». La carica del governatore generale completa, infatti, recita così: «Governatore generale e comandante in capo del e sul nostro Commonwealth d'Australia». Di fatto, il potere è esercitato dal primo ministro.
Sotto l'impero britannico, il comandante in capo della Royal Navy era conosciuto come «comandante in capo, Australia».

### Canada
La questione del potere militare in Canada è complessa. Nel 1867, la Gran Bretagna riserbava alla regina il titolo di comandante in capo del Canada; successivamente, nel 1904 una legge stabiliva che tale ruolo poteva «essere amministrato da Sua Maestà o dal governatore generale in sua rappresentanza». Da questo momento in poi, è stato il governatore generale a ricoprire ufficialmente la carica di comandante in capo. Quando, nei primi anni del novecento, vennero create la Flotta Reale Canadese e la Forza Aerea Reale Canadese, il governatore generale ne prese subito il controllo. Per giunta, nel 1947 re Giorgio VI d'Inghilterra assegnò parte delle funzioni di capo di Stato del Canada a suddetto governatore.
Ultimamente, con l'allentamento del potere britannico sul Commonwealth, le cose sono andate modificandosi. Benché sia il monarca del Canada o (raramente) il governatore regionale a dichiarare la guerra, le funzioni di comandante in capo sono oggi svolte dal primo ministro.

### Regno Unito
Ufficialmente, la carica di comandante in capo spetta al monarca britannico, che però ne fa uso raramente, appellandosi piuttosto a comandanti "locali". De facto, tale ruolo è detenuto dal primo ministro.

#### Royal Navy
Nella Royal Navy, il comandante supremo è il Lord grand'ammiraglio, che può essere detenuto dal monarca o da un ufficiale della flotta. Durante le guerre napoleoniche, per esempio, venne affidato ad ammiragli che si trovavano direttamente sui campi di battaglia, per agevolare la conduzione della guerra, che sicuramente sarebbe andata in modo più difficile se la carica fosse stata detenuta dal sovrano, che si trovava al sicuro a Londra. In questo periodo, la carica venne anche estesa a più ufficiali in zone differenti.
Dal 1964, la regina ha detenuto la carica di Lord grand'ammiraglio. Attualmente, nei fatti, il potere è suddiviso fra due comandanti: quello della flotta e quello del comando della flotta in patria.

#### British Army
Il comandante in capo dell'esercito britannico (carica istituita dopo la Restaurazione) era di solito un generale dell'esercito, finché non venne istituito il grado del presidente del personale di comando. In tempo di guerra e durante l'esistenza dell'impero, erano nominati comandanti in capo regionali.

#### Royal Air Force
Solitamente il comandante in capo delle forze aeree britanniche è un ufficiale sul campo.

### Hong Kong
Quando era ancora sotto il controllo della Gran Bretagna, il comandante in capo di Hong Kong era il governatore della città.

### Nuova Zelanda
Secondo il Defence Act passato nel 1990, il governatore generale è anche comandante in capo delle forze armate neozelandesi.

## Egitto
Il sistema militare egiziano è leggermente differente da quello della maggior parte degli altri paesi. Il presidente della Repubblica ha infatti il ruolo di supremo comandante delle Forze Armate, mentre il ministro della Difesa ne è comandante in capo. Il presidente ha diritto di dichiarare la guerra. Durante la guerra del Kippur, comunque, Anwar al-Sadat svolse in ogni senso il ruolo di comandante supremo, comandando le proprie truppe dai quartier generali sul campo. A volte, il presidente indossa la divisa militare nelle apparizioni ufficiali.
Curiosamente, gran parte dei presidenti egiziani vengono da ambienti militari.

## Finlandia
Il presidente è ufficialmente il comandante in capo di tutte le forze militari finniche, ma nei fatti il potere è detenuto dal comandante delle Forze di Difesa e da quello delle truppe di frontiera. In ogni caso, solo il parlamento può ordinare la mobilitazione dell'esercito e la dichiarazione di guerra, anche se si tratta in entrambi i casi di decreti presidenziali.

## Francia
Il presidente della Repubblica è il comandante in capo di tutte le forze armate francesi (Chef des Armeés, "capo degli eserciti"). È inoltre l'unico in grado di decidere l'uso delle armi nucleari.
Originariamente, fu re Luigi XIV a trasferire nelle proprie mani il supremo potere militare. Durante la rivoluzione francese che rovesciò la monarchia, il potere passò nel Comitato di Salute Pubblica e quindi nel Direttorio, finché non fu detenuto da Napoleone Bonaparte, una volta che si fu proclamato imperatore.
Con la Restaurazione, il potere tornò al re e successivamente, nella terza repubblica, al primo ministro. Durante la seconda guerra mondiale, sia il maresciallo Philippe Pétain sia il generale De Gaulle detennero il grado di comandante in capo, l'uno per il regime di Vichy, l'altro per i volontari francesi che combattevano contro i tedeschi.

## Germania
Dal 1955, il ministro della Difesa (della Repubblica Federale Tedesca e poi della Germania unita) ricopre il ruolo di comandante in capo delle forze armate. In caso di guerra o in "stato di difesa", tale funzione passa al cancelliere.

## India
Ufficialmente, il presidente è supremo comandante delle Forze Armate, affiancato dal 1955 dai comandanti di esercito, flotta e forze aeree. Nei fatti, il potere è nelle mani del primo ministro e, per quanto concerne la difesa, del ministro della Difesa.

## Iran
Prima della Rivoluzione iraniana del 1979, lo scià aveva il comando delle forze militari. Con la nascita della Repubblica Islamica dell'Iran, tale potere è nelle mani della Guida della Rivoluzione.

## Italia
Tra il 1915 e il 1920 era il capo del Comando supremo militare italiano. Tra il 1941 e il 1945 era il capo del Comando Supremo italiano.
L'articolo 87 della Costituzione della Repubblica Italiana stabilisce che il Presidente della Repubblica ha «il comando delle Forze armate, presiede il Consiglio supremo di difesa, costituito secondo la legge, dichiara lo stato di guerra deliberato dalle Camere».
Dal punto di vista tecnico operativo, dal 1997, il Comandante in Capo (CINC) delle Forze armate italiane è il capo di stato maggiore della difesa.

## Repubblica Popolare Cinese
L'articolo 93 della Costituzione della Repubblica Popolare Cinese stabilisce che il supremo potere militare è nelle mani del presidente della Commissione Militare Centrale, anche se il presidente della Repubblica ha il diritto di dichiarare la legge marziale, lo stato di guerra e di chiamare alla mobilitazione. In ogni caso, da Jiang Zemin il "capo" della Cina ricopre contemporaneamente il ruolo di presidente della Commissione e della Repubblica.
Ai tempi di Mao Zedong, il comandante in capo era egualmente il presidente della Commissione Militare Centrale, ma considerevole potere aveva anche il ministro della Difesa.

## Svezia
La Svezia è una delle pochissime monarchie (forse l'unica) dove il potere militare non è nelle mani del sovrano. Dal 1975, infatti, il ruolo di comandante in capo spetta al ministro della Difesa e al governo.

## Stati Uniti d'America
La Costituzione degli Stati Uniti d'America stabilisce che il presidente è anche il comandante in capo di tutte le forze armate (dal 1947 lo è anche di quelle aeree). A volte, il presidente può appellarsi al generale dell'esercito, che svolge il ruolo di comandante in capo in sua rappresentanza. Ci sono stati diversi rivolgimenti della carica, che elenchiamo di seguito.
Nel 1986, il Goldwater-Nichols Defense Reorganization Act stabilì la nomina di un comandante in capo per ogni Stato della federazione. Nel 2002, Donald Rumsfeld annunciò che la carica di comandante in capo sarebbe tornata solo ed esclusivamente al presidente, mentre quelli regionali vennero convertiti in "comandanti dei combattenti", cioè a capo dei Commando dei Combattenti Unificati. Il loro comando generale è affidato al segretario della difesa, anche se è utilizzato anche dal presidente.
Durante la seconda guerra del Golfo, il presidente George W. Bush assunse le funzioni di comandante in capo per condurre personalmente la guerra.

## Vietnam
Ufficialmente, la carica di comandante in capo è detenuta dal Presidente del Vietnam; di fatto, però, questi di solito sceglie un comandante militare per fare le sue veci.